# Erich Moser (Politiker)
Erich Moser (* 23. Dezember 1948 in Stadl an der Mur, Steiermark) ist ein österreichischer Politiker (SPÖ).

## Leben
Nach Besuch der Pflichtschulen und des Bundesrealgymnasiums legte Erich Moser im Jahr 1968 die Matura ab. Nachdem er an der Pädagogischen Akademie Graz sein Studium komplettiert hatte, fand Moser ab 1970 Arbeit als Lehrer für Englisch, Geographie und Leibesübungen.
Seine politische Karriere spielte sich überwiegend auf kommunaler Ebene ab. 1975 zog er für die Sozialdemokraten in den Gemeinderat von Stadl an der Mur ein. 1980 folgte die Wahl zum Vizebürgermeister seiner Heimatgemeinde. In dieser Funktion war er neun Jahre tätig. 1989 kandidierte er schließlich mit Erfolg für das Amt des Bürgermeisters.
Im Oktober 1991 zog er als Mitglied in den Bundesrat nach Wien. Der zweiten österreichischen Parlamentskammer gehörte Moser schließlich bis März 1993 an.
Nach 25 Jahren Bürgermeister von Stadl an der Mur ging im Zuge der Gemeindezusammenlegung 2015 das Bürgermeisteramt von Stadl-Predlitz an Johannes Rauter und Erich Moser wurde zum Vizebürgermeister der neuen Gemeinde gewählt.